# Rhetorical Structure Theory
Die Rhetorical Structure Theory (RST) (engl.; deutsch: Theorie rhetorischer Strukturen) ist eine Theorie zur Darstellung der rhetorischen Struktur in Texten. Sie wurde von William C. Mann (* 14. Dezember 1934; † 13. August 2004), Sandra A. Thompson u. a. im Rahmen von Studien zur automatischen Textgenerierung am Information Science Institute der University of Southern California 1983 entwickelt.

## Annahmen
Die RST ist eine deskriptive Theorie, durch welche die hierarchische Struktur eines Textes beschrieben werden kann. Dies geschieht weniger im Hinblick auf die Prozesse der Produktion und Perzeption, sondern eher bezüglich der Kohärenz eines Textes und der Frage, welche Funktion die einzelnen Einheiten im Text haben. Denn eine der grundsätzlichen Annahmen der RST ist, dass jeder Teil eines kohärenten Textes eine Funktion hat und dass für seine Existenz im Text plausible Gründe gefunden werden können (vgl. William C. Mann im Abschnitt Literatur; vgl. RST-Website in den Weblinks).

### Kohärenz
Die Kohärenz eines Textes wird auf das Vorhandensein sogenannter rhetorischer Relationen zurückgeführt, welche zwischen zwei sich nicht überschneidenden Einheiten eines Textes bestehen und funktional definiert sind. Sie beziehen sich auf den Effekt, den der Produzent eines Textes bewirken wollte, indem er die betreffenden Einheiten nebeneinander platzierte; die jeweils bestehende rhetorische Relation ist also abhängig von der Intention des Produzenten und weniger von bestehenden syntaktischen Formen.

## Bestandteile

### Einheiten
Die Länge der Texteinheiten ist nicht festgelegt, aber die Einteilung eines Textes in Einheiten sollte so gewählt sein, dass diese eine eigenständige Funktion haben. Die Autoren wählen in ihren Analysen Sätze bzw. Satzteile und deren Kombinationen – beispielsweise im Falle restriktiver Relativsätze – als kleinste Einheiten eines Textes.

### Relationen
Neben der jeweiligen Beziehung zwischen zwei Einheiten verdeutlichen die rhetorischen Relationen auch, welche der beiden Einheiten bezogen auf die Absicht des Produzenten eine zentralere Rolle spielt. In diesem Konzept der nuclearity gibt es die möglichen Einheiten Nukleus (Kern) und Satellit. Der Nukleus ist dabei die Texteinheit, welche die Hauptaussage transportiert, also wichtiger ist; während der Satellit eine auf den Nukleus bezogene Information beinhaltet oder Funktion innehat und vom Nukleus abhängig ist, nicht jedoch umgekehrt. William C. Mann und Sandra A. Thompson gehen davon aus, dass die Mehrheit der natürlich-sprachlichen Texte durch Nukleus-Satellit-Relationen strukturiert ist.
Die rhetorischen Relationen werden durch vier Felder definiert:
1. die Bedingungen für den Nukleus
2. die Bedingungen für den Satelliten
3. die Bedingungen für die Kombination von Nukleus und Satellit
4. den Effekt der Relation

Hinzu kommt noch der locus of effect, der verdeutlicht, ob der Effekt sich auf den Nukleus oder den Satelliten bezieht.
Jedes dieser Felder definiert spezielle Entscheidungen, die während des Aufbaus der RST-Struktur getroffen werden müssen (vgl. Mann/Thompson 1988, S. 245). Dabei beziehen sich diese Entscheidungen mehr auf die Plausibilität einer Relation, da die Intention eines Produzenten zumeist nicht bekannt ist, sondern nur vermutet werden kann. Dabei stellt der zu jeder Relation definierte Effekt die Entscheidungsgrundlage dar, da er dem unangemessenen oder fehlerhaften Gebrauch von Relationen entgegenwirken kann. (vgl. Mann/Thompson 1988, S. 258).
Die RST in ihrer im Jahr 1988 publizierten Form beinhaltet 23 rhetorische Relationen, die – basierend auf zwei Aspekten der Textstruktur – in die zwei Klassen
- subject matter
- presentational

unterteilt werden.
Mann und Thompson definieren sie als:

“Subject matter relations are those whose intended effect is that the reader recognizes the relation in question; presentational relations are those whose intended effect is to increase inclination in the reader …”

### Schemata
Die Relationen werden nicht direkt auf die Texte angewendet, sondern zunächst in Form von Schemata dargestellt, die zu schema applications kombiniert werden, die ihrerseits in einer hierarchischen Anordnung den Strukturbaum formen. In der RST gibt es fünf Typen von Schemata, welche – basierend auf den Relationen – spezifizieren, in denen Kombinationen die Texteinheiten vorkommen können.
Durch die wiederholte Anwendung der Schemata entstehen komplexere Einheiten, bis alle Einheiten zu einer einzigen komplexen Einheit verbunden sind, die dann den Strukturbaum darstellt. Dies bedeutet auch – und ist eine der zentralen Annahmen der RST –, dass nahezu jeder kohärente Text durch einen einzigen RST-Strukturbaum beschrieben werden kann, welcher nur eine Wurzel hat, die alle Einheiten – ob komplex oder einfach – umfasst. Dies, weil kohärente Texte typischerweise hierarchisch strukturiert und funktional organisiert sind (vgl. Mann/Thompson 1988, S. 259). Die Analysen der Autoren und anderer haben jedoch auch ergeben, dass für bestimmte Textsorten, wie Gesetzestexte, Verträge, Poesie u. ä., keine RST-Strukturen erstellt werden können (vgl. Mann/Thompson 1988, S. 259).